# Kompostoviště

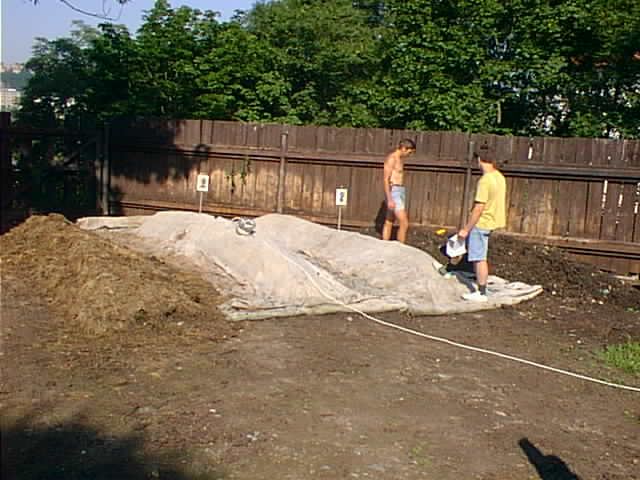
Malá kompostárna - kompostoviště v Praze na Vyšehradu

V malotonážním kompostárenství se často technologie výroby kompostů uskutečňuje přímo na zemědělské půdě. V takovém případě nejde o schválené zařízení na zpracování odpadů kompostováním, jako jsou vodohospodářsky zajištěné stabilní kompostárny.
Kompostovištěm se rozumí dočasné zřízení ambulantní zakládky kompostů s kapacitou do 3500 t na jednu zakládku a její provozování po dobu fermentace a po dobu nezbytného skladování kompostu před expedicí nebo až do doby aplikace na dotčený nebo sousední pozemek se zemědělskou půdou.
Ve zranitelných oblastech (§33 zákona 254/2001 Sb. ve znění zákona 20/2004 Sb. o vodách) je kompostoviště na zemědělské půdě přípustné pouze v případě, že nedojde ke znečištění ani k ohrožení jakosti povrchových ani podzemních vod, a to nejdéle po dobu 9 měsíců. Umístění kompostoviště na stejném místě je možné opakovat nejdříve po čtyřech letech kultivace půdy v rámci obhospodařování pozemku. 
V kompostovišti na zemědělské půdě kvalita kterékoliv suroviny (odpadů – včetně vhodných kalů: 02 03 05, 02 04 03, 02 05 09, 02 06 03, 02 07 05, 03 03 11, 04 01 07, 19 08 12, 19 08 14, 20 03 04) použité do zakládky nebude přesahovat u těžkých kovů (Ni, Cd, Pb, Cr, As, Hg) 3-násobek, u mikrobiogenních prvků (Zn, Cu, Mo) 5-násobek požadavku na výrobek (vyhláška č. 401/2001 Sb. Příloha č. 1, tabulka 2), infekčnost odpadu bude v kategorii II. podle vyhlášky č. 382/2001 Sb. (pokud bude novela, pak ve znění pozdějších předpisů).